# El exorcista (serie de televisión)
The Exorcist es una serie de televisión estadounidense de horror y drama basada en la serie de películas de terror del mismo nombre, que a su vez se basa en la novela homónima de William Peter Blatty. Es protagonizada por Alfonso Herrera, Ben Daniels y Geena Davis. Comenzó a ser transmitida por Fox el 23 de septiembre de 2016 y la serie fue estrenada el 10 de mayo. En Latinoamérica se estrenó el mismo día en el canal FX.
El 12 de mayo de 2017, la serie fue renovada para una segunda temporada que se estrenó el 29 de septiembre de 2017. El 11 de mayo de 2018, Fox canceló la serie después de dos temporadas.

## Sinopsis
Una madre comienza a notar extraños comportamientos de su hija. Los problemas aumentan cuando la familia también comienza a notar presencias y voces en su casa, por lo que decide acudir al joven Padre Tomás Ortega para luchar contra una fuerza maligna movilizada hace siglos.
Adaptación de la obra de William Blatty de 1971, moderna aproximación en forma de thriller serializado que sigue a dos hombres muy diferentes que tratan de poner fin a la posesión demoníaca que está horrorizando a una familia.

## Reparto

### Principal
| Actor              | Personaje                    | Temporadas | Temporadas |
| Actor              | Personaje                    | 1          | 2          |
| ------------------ | ---------------------------- | ---------- | ---------- |
| Alfonso Herrera    | Padre Tomas Ortega           | Principal  | Principal  |
| Ben Daniels        | Padre Marcus Keane           | Principal  | Principal  |
| Kurt Egyiawan      | Padre Devon Bennett          | Principal  | Principal  |
| Geena Davis        | Angela Rance / Regan MacNeil | Principal  |            |
| Hannah Kasulka     | Casey Rance                  | Principal  |            |
| Brianne Howey      | Katherine Rance              | Principal  |            |
| Alan Ruck          | Henry Rance                  | Principal  |            |
| Zuleikha Robinson  | Mouse                        |            | Principal  |
| Li Jun Li          | Rose Cooper                  |            | Principal  |
| Brianna Hildebrand | Verity                       |            | Principal  |
| John Cho           | Andrew "Andy" Kim            |            | Principal  |

### Recurrentes
- Robert Emmet Lunney como El Vendedor / Capitán Howdy / Pazuzu. (temporada 1)
- Mouzam Makkar como Jessica. (temporada 1)
- Kirsten Fitzgerald como Maria Walters.
- David Hewlett como la voz del demonio / Pazuzu. (temporada 1)
- Sharon Gless como Chris MacNeil[5] (temporada 1)
- Camille Guaty como Olivia. (temporada 1)
- Deanna Dunagan como la Madre Bernadette. (temporada 1)
- Torrey Hanson como el Cardenal Guillot. (temporada 1–presente)
- Francis Guinan como Simon, el sacerdote. (temporada 1)
- Cyrus Arnold como David "Truck" Johnson III. (temporada 2)
- Hunter Dillon como Caleb. (temporada 2)
- Alex Barima como Shelby. (temporada 2)
- Amélie Eve como Grace. (temporada 2)
- Christopher Cousins como Peter Morrow. (temporada 2)
- Alicia Witt como Nicole Kim. (temporada 2)
- Zibby Allen como Cindy. (temporada 2)
- Beatrice Kitsos como Harper Graham. (temporada 2)

## Temporadas
| Temporada | Temporada | Episodios | Estados Unidos           | Estados Unidos          | Latinoamérica            | Latinoamérica           | España                   | España                  |
| Temporada | Temporada | Episodios | Comienzo                 | Final                   | Comienzo                 | Final                   | Comienzo                 | Final                   |
| --------- | --------- | --------- | ------------------------ | ----------------------- | ------------------------ | ----------------------- | ------------------------ | ----------------------- |
|           | 1         | 10        | 23 de septiembre de 2016 | 16 de diciembre de 2016 | 23 de septiembre de 2016 | 13 de enero de 2017     | 24 de septiembre de 2016 | 17 de diciembre de 2016 |
|           | 2         | 10        | 29 de septiembre de 2017 | 15 de diciembre de 2017 | 29 de septiembre de 2017 | 15 de diciembre de 2017 | 30 de septiembre de 2017 | 16 de diciembre de 2017 |

## Episodios

### Temporada 1: 2016
| N.º en serie | N.º en temp. | Título                                         | Dirigido por   | Escrito por                      | Fecha de emisión original | Fecha de emisión en Hispanoamérica | Código de prod. | Audiencia (millones) |
| ------------ | ------------ | ---------------------------------------------- | -------------- | -------------------------------- | ------------------------- | ---------------------------------- | --------------- | -------------------- |
| 1            | 1            | «Chapter One: And Let My Cry Come Unto Thee»   | Rupert Wyatt   | Guión e Historia: Jeremy Slater  | 23 de septiembre de 2016  | 23 de septiembre de 2016           | 1AZP01          | 2.85                 |
| 2            | 2            | «Chapter Two: Lupus in Fabula»                 | Michael Nankin | Heather Bellson                  | 30 de septiembre de 2016  | 30 de septiembre de 2016           | 1AZP02          | 1.98                 |
| 3            | 3            | «Chapter Three: Let 'Em In»                    | Michael Nankin | Dre Ryan                         | 7 de octubre de 2016      | 7 de octubre de 2016               | 1AZP03          | 1.95                 |
| 4            | 4            | «Chapter Four: The Moveable Feast»             | Craig Zisk     | Adam Stein                       | 14 de octubre de 2016     | 14 de octubre de 2016              | 1AZP04          | 1.97                 |
| 5            | 5            | «Chapter Five: Through My Most Grievous Fault» | Jason Ensler   | David Grimm                      | 21 de octubre de 2016     | 21 de octubre de 2016              | 1AZP05          | 1.87                 |
| 6            | 6            | «Chapter Six: Star of the Morning»             | Jennifer Phang | Laura Marks                      | 4 de noviembre de 2016    | 4 de noviembre de 2016             | 1AZP06          | 1.83                 |
| 7            | 7            | «Chapter Seven: Father of Lies»                | Tinge Krishnan | Charise Castro Smith             | 11 de noviembre de 2016   | 11 de noviembre de 2016            | 1AZP07          | 1.61                 |
| 8            | 8            | «Chapter Eight: The Griefbearers»              | Louis Milito   | Marcus Gardley                   | 18 de noviembre de 2016   | 18 de noviembre de 2016            | 1AZP08          | 1.67                 |
| 9            | 9            | «Chapter Nine: 162»                            | Bill Johnson   | Franklin Jin Rho & Jeremy Slater | 9 de diciembre de 2016    | 9 de diciembre de 2016             | 1AZP09          | 1.66                 |
| 10           | 10           | «Chapter Ten: Three Rooms»                     | Jason Ensler   | Jeremy Slater                    | 16 de diciembre de 2016   | 13 de enero de 2017                | 1AZP10          | 1.75                 |

### Temporada 2: 2017
| N.º en serie | N.º en temp. | Título                                 | Dirigido por              | Escrito por                   | Fecha de emisión original | Fecha de emisión en Hispanoamérica | Código de prod. | Audiencia (millones) |
| ------------ | ------------ | -------------------------------------- | ------------------------- | ----------------------------- | ------------------------- | ---------------------------------- | --------------- | -------------------- |
| 11           | 1            | «Janus»                                | Jason Ensler              | Heather Bellson               | 29 de septiembre de 2017  | 29 de septiembre de 2017           | 2AZP01          | 1.58                 |
| 12           | 2            | «Safe as Houses»                       | Deran Sarafian            | Adam Stein                    | 6 de octubre de 2017      | 6 de octubre de 2017               | 2AZP02          | 1.36                 |
| 13           | 3            | «Unclean»                              | Ti West                   | Manny Coto                    | 13 de octubre de 2017     | 13 de octubre de 2017              | 2AZP03          | 1.35                 |
| 14           | 4            | «One for Sorrow»                       | So Yong Kim               | Rebecca Kirsch                | 20 de octubre de 2017     | 20 de octubre de 2017              | 2AZP04          | 1.23                 |
| 15           | 5            | «There but for the Grace of God, Go I» | Alex Garcia Lopez         | Alyssa Clark                  | 3 de noviembre de 2017    | 3 de noviembre de 2017             | 2AZP05          | 1.45                 |
| 16           | 6            | «Darling Nikki»                        | Jason Ensler              | Franklin Jin Rho & Adam Stein | 10 de noviembre de 2017   | 10 de noviembre de 2017            | 2AZP06          | 1.27                 |
| 17           | 7            | «Help Me»                              | Steven A. Adelson         | David Grimm                   | 17 de noviembre de 2017   | 17 de noviembre de 2017            | 2AZP07          | 1.33                 |
| 18           | 8            | «A Heaven of Hell»                     | Meera Menon               | Heather Bellson & M. Willis   | 1 de diciembre de 2017    | 1 de diciembre de 2017             | 2AZP08          | 1.18                 |
| 19           | 9            | «Ritual & Repetition»                  | Elizabeth Allen Rosenbaum | Sean Crouch                   | 8 de diciembre de 2017    | 8 de diciembre de 2017             | 2AZP09          | 1.15                 |
| 20           | 10           | «Unworthy»                             | Jason Ensler              | Jeremy Slater                 | 15 de diciembre de 2017   | 15 de diciembre de 2017            | 2AZP10          | 1.28                 |

## Producción

### Desarrollo
Jeremy Slater escribió el episodio piloto y el 22 de enero de 2016 Fox ordenó que fuese rodado. La serie es descrita como «un propulsivo thriller psicológico serializado que sigue a dos hombres muy diferentes que abordan horribles casos de posesión demoníaca de una sola familia, y hacen frente a la cara del verdadero mal».
El 11 de septiembre de 2017, se estrena el primer tráiler de la segunda temporada y revela que este último tendrá su propio título, The Next Chapter.

### Casting

#### Primera temporada
El 24 de febrero de 2016 Brianne Howey fue incluida al elenco, interpretando el papel de Charlotte. El 29 de febrero de 2016, Hannah Kasulka también fue incluida al reparto para interpretar a Casey Rance. El 2 de marzo de 2016 Alfonso Herrera y Ben Daniels fueron agregados para interpretar al Padre Tomas y al Padre Marcus respectivamente. Al día siguiente Kurt Egyiawan se unió al elenco interpretando al Padre Bennett. El día 7 de ese mismo mes Geena Davis fue incluida, interpretando a Angela Rance.
El 7 de marzo de 2016, Alan Ruck se acredita como invitado en el papel de Henry Rance, en el primer episodio, es promuevido como principal, en el segundo episodio.

#### Segunda temporada
El 7 de junio de 2017, se anunció que Davis, Ruck, Kasulka y Howey no volverían como miembros regulares del reparto en la segunda temporada. Herrera, Egyiawan y Daniels regresarán, ya que sus personajes presidirán un nuevo caso de posesión. En julio, John Cho y Brianna Hildebrand fueron lanzados en papeles regulares.
Unos días más tarde, Zuleikha Robinson y Li Jun Li se unieron al reparto principal.
En agosto de 2017, Christopher Cousins y Cyrus Arnold aparecerán de forma recurrente.

### Rodaje
Fox anunció que la primera temporada de la serie se rodó en Chicago. El rodaje de la temporada 2 inició el 28 de julio de 2017 en Vancouver.

## Recepción

### Calificaciones
| Temporada | Intervalo de tiempo (ET/PT) | Episodios | Estreno de la temporada  | Estreno de la temporada    | Final de temporada       | Final de temporada         | Temporada televisiva | Rank | Espectadores (en millones) |
| Temporada | Intervalo de tiempo (ET/PT) | Episodios | Fecha                    | Espectadores (en millones) | Fecha                    | Espectadores (en millones) | Temporada televisiva | Rank | Espectadores (en millones) |
| --------- | --------------------------- | --------- | ------------------------ | -------------------------- | ------------------------ | -------------------------- | -------------------- | ---- | -------------------------- |
| 1         | Viernes 9:00 PM             | 10        | 23 de septiembre de 2016 | 2.85                       | 29 de septiembre de 2017 | 1.75                       | 2016–17              | #127 | 3.15                       |
| 2         | Viernes 9:00 PM             | 10        | 29 de septiembre de 2017 | 1.58                       | 15 de diciembre de 2017  | 1.28                       | 2017–18              | TBA  | 2.36                       |

### Recepción crítica
The Exorcist ha recibido críticas generalmente positivas de los críticos. En Rotten Tomatoes da a la serie una puntuación de 77% sobre la base de 47 reseñas con un promedio de 5.8/10. El consenso dice, "The Exorcist no se acerca a su material de fuente clásico, pero aún se jacta de una narración tensa que maneja algunos sustos legítimos y efectos especiales creíbles". En Metacritic, el show tiene una media ponderada de 62/100 basada en 28 comentarios, indicando "comentarios generalmente favorables".

## Premios y nominaciones
| Año  | Premio                                      | Categoría                                                                      | Nominado(s)   | Resultado |
| ---- | ------------------------------------------- | ------------------------------------------------------------------------------ | ------------- | --------- |
| 2017 | American Society of Cinematographers Awards | Outstanding Achievement in Cinematography in Television Movie/Miniseries/Pilot | Alex Disenhof | Nominado  |
| 2017 | Fangoria Chainsaw Awards                    | Mejor actriz                                                                   | Geena Davis   | Nominado  |
| 2017 | Fangoria Chainsaw Awards                    | Mejor Serie de Televisión                                                      | The Exorcist  | Nominado  |
| 2017 | Fangoria Chainsaw Awards                    | Mejor Actor de reparto en Televisión                                           | Ben Daniels   | Ganador   |
| 2017 | People's Choice Awards                      | Mejor serie drama nuevo                                                        | The Exorcist  | Nominado  |
| 2017 | Saturn Awards                               | Mejor serie de Televisión de terror                                            | The Exorcist  | Nominado  |